# دوغ كلارك (قاتل متسلسل)
دوغ كلارك (بالإنجليزية: Doug Clark) هو قاتل متسلسل أمريكي، ولد في 10 مارس 1948 في بنسيلفانيا في الولايات المتحدة.